# Maria Kubin
Maria Kubin (ur. 1966) – austriacka duchowna starokatolicka, biskup-zwierzchnik Kościoła Starokatolickiego Austrii.

## Życiorys
Kubin dorastała w tradycyjnej rodzinie rzymskokatolickiej i przez wiele lat zaangażowana była w życie swojej parafii. Z zawodu jest psychoterapeutką. Ukończyła korespondencyjny kurs teologiczny Archidiecezji wiedeńskiej. W 2008 przeszła do Kościoła Starokatolickiego Austrii. Uzyskała stopień magistra teologii na Uniwersytecie w Grazu. Następnie studiowała teologię starokatolicką i ekumeniczną w Seminarium Teologii Starokatolickiej Uniwersytetu Bonn.
Święcenia diakonatu otrzymała w grudniu 2017, a kapłańskie w maju 2019 roku.
22 kwietnia 2023 roku Synod Kościoła Starokatolickiego w Austrii wybrał ją na biskupa Kościoła. Jest pierwszą kobietą biskupem w Kościele Starokatolickim Austrii oraz w ramach Unii Utrechckiej Kościołów Starokatolickich. Konsekracja bp Marii Kubin odbyła się 24 czerwca w kościele ewangelicko-augsburskim Gustawa Adolfa w Wiedniu. Na urzędzie biskupa Kościoła, Maria Kubin zastąpiła dotychczasowego zwierzchnika Kościoła – Heinza Lederleitnera.